# Jonas Graetzer
Jonas Graetzer (auch Jonas Grätzer, * 19. Oktober 1806 in Tost, Kreis Tost-Gleiwitz, Provinz Schlesien; † 25. November 1889 in Breslau, Provinz Schlesien) war ein deutscher Arzt und Medizinhistoriker.

## Leben
Jonas Graetzer studierte an der Schlesischen Friedrich-Wilhelms-Universität zu Breslau Medizin und wurde 1832 promoviert. Anschließend wirkte er bis zu seinem Lebensende als Arzt in Breslau. Jonas Graetzer, der zum königlichen Geheimen Sanitätsrat ernannt wurde, wirkte als „dirigirender Hospitalarzt“ und ist Verfasser zahlreicher Schriften mit medizinischen Themen. Der Schwerpunkt seines wissenschaftlichen Wirkens lag auf der Medizingeschichte.
Am 27. Juli 1886 wurde er unter der Präsidentschaft des Physikers Hermann Knoblauch in der Fachsektion für wissenschaftliche Medizin unter der Matrikel-Nr. 2600 als Mitglied in die Kaiserliche Leopoldino-Carolinische Deutsche Akademie der Naturforscher aufgenommen.

## Schriften
- De phlegmasia alba dolente. Dissertatio inauguralis medica. Breslau 1832 (Digitalisat).
- Die Krankheiten des Foetus. Georg Philipp Aderholz, Breslau 1837 (Textarchiv – Internet Archive).
- Ueber die Organisation der Armen-Kranken-Pflege in grösseren Städten. Georg Philipp Aderholz, Breslau 1851 (archive.org).
- Daniel Gohl und Christian Kundmann. Zur Geschichte der Medicinal-Statistik. Breslau 1884. (online).
- Lebensbilder hervorragender schlesischer Aerzte aus den letzten vier Jahrhunderten. Druck und Verlag von S. Schottlaender, Breslau 1889 (archive.org); Neudruck Vaduz 1978.